# Carole Dekeijser
 (août 2012).
Si vous disposez d'ouvrages ou d'articles de référence ou si vous connaissez des sites web de qualité traitant du thème abordé ici, merci de compléter l'article en donnant les références utiles à sa vérifiabilité et en les liant à la section « Notes et références ».
Carole Dekeijser est une peintre Belge, née le 29 mai 1959 et décédée le 2 mai 2008. Elle vivait en Province de Namur et était principalement connue pour ses œuvres monumentales figuratives, dont notamment :
- Le Sacre de Jeanne d'Arc
- Naître ou ne pas naître
- Hypnos / Thanathos

Par ailleurs, elle est également l'auteur de nombre de tableaux abstraits, tels :
- L'Ultime Voyage
- Le Passage ou la Métamorphose
- La réalité n'a pas qu'une porte

Ses thèmes de prédilection étaient nombreux et variés : la femme, la mort, la naissance, etc. Ils étaient toujours traités de manière inhabituelle, avec la philosophie pour appui.
Les œuvres dénotent une remarquable maîtrise technique - elle a été illustratrice scientifique - ainsi qu'une volonté d'extrême finition. Pour les réaliser, elle accumulait une importante documentation et réalise nombre de croquis préparatoires.
Depuis 1999, Carole Dekeijser se consacrait essentiellement à sa peinture.